# Cristina Branco
Cristina Branco (wym. [kɾiʃˈtinɐ ˈbɾɐ̃ku]; ur. 1972 w Almeirim, Ribatejo) – portugalska pieśniarka fado. 

## Życiorys
W latach dojrzewania Branco zainteresowana była muzycznie gatunkami takimi jak jazz, blues czy bossa nova. Z początkiem lat dziewięćdziesiątych XX wieku rozpoczęła karierę jako wykonawczyni fado, którym się zajęła poprzez fascynację twórczością najsłynniejszej w historii pieśniarki fado, Amálii Rodrigues. Od wielu lat współpracuje z Custódio Castelo, który komponuje dla niej muzykę i akompaniuje jej podczas występów. Od lat koncertuje na całym świecie. Jej wykonania są postrzegane przez krytyków i koneserów tematu jako klasyczne fado, poniekąd przeplatane z wykonaniami z domieszką muzyki ludowej. Zawsze wybiera klasyczne teksty z kanonu poezji Portugalii.

## Dyskografia
- 2009 Kronos
- 2008 Abril
- 2005 Ulisses
- 2003 Sensus
- 2001 Corpo Iluminado
- 2000 ODescobridor
- 2000 Post Scriptum
- 1999 Murmúrios
- 1998 Cristina Branco in Holland
- 1997 Cristina Branco live at Figi